# Riolândia
Riolândia is een gemeente in de Braziliaanse deelstaat São Paulo. De gemeente telt 10.542 inwoners (schatting 2009).